# Maschinenfabrik (Heilbronn)

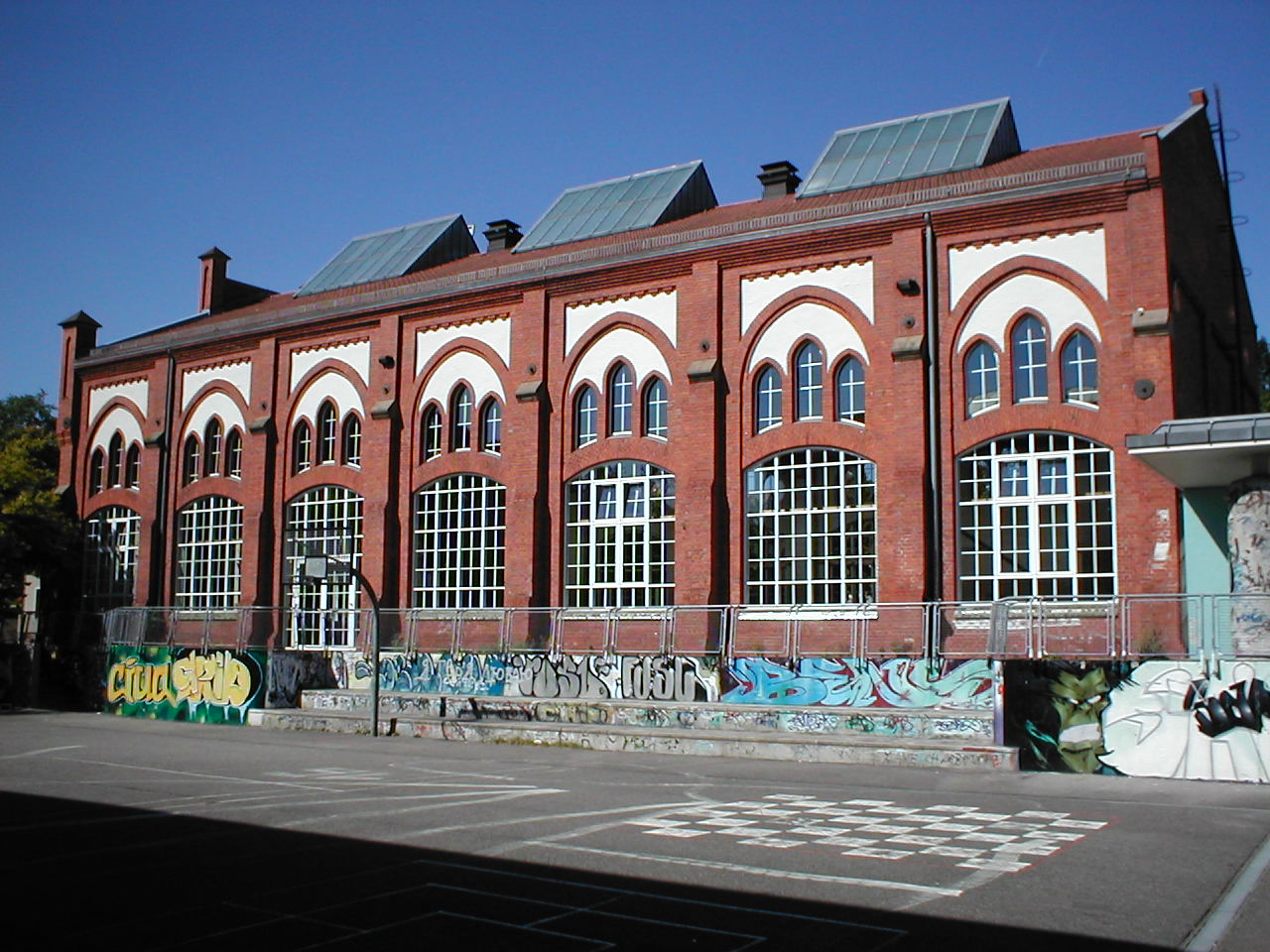
Neogotische Maschinenfabrik in Heilbronn

Die Maschinenfabrik  in der Olgastraße 45 in Heilbronn ist ein denkmalgeschützter und neogotischer Profanbau. Im Gebäude betreibt der Trägerverein „Freies Kulturzentrum Maschinenfabrik Heilbronn e. V.“ seit 2020 ein soziokulturelles Zentrum.

## Beschreibung
Das Gebäude wurde im Jahre 1904 nach Plänen von Martin Keppeler im Auftrag der im Jahre 1854 gegründeten Maschinenbau-Gesellschaft Heilbronn, erbaut. Die Gesellschaft war auch für ihre Konstruktion von Lokomotiven bekannt. Die ehemalige Kranhalle, in der sich die Montage und Kesselschmiede befanden, kopiert die gotische Sakralbaukunst und ist gebaut wie eine Kirche der Backsteingotik. So war der Grundriss der Kranhalle der einer dreischiffigen Basilika. Über den großen Segmentbogenfenstern befinden sich Obergaden mit Triforien-Fenstern. An der Giebelseite befinden sich Bögen, die vorgeblendet sind.